# 圣多纳蒂安圣罗加蒂安圣殿 (南特)
南特圣多纳蒂安圣罗加蒂安圣殿（Basilique Saint-Donatien et Saint-Rogatien de Nantes）位于法国南特市中心。它是该市的两座罗马天主教宗座圣殿之一，另一座是圣尼各老圣殿。
该堂建于1872年到1889年，新哥特风格，敬礼当地三世纪的殉道圣徒多纳蒂安和罗加蒂安兄弟。1984年被法国文化部列为法国历史古迹。2015年6月15日，聖殿在彌撒後發生火災，事故原因被懷疑是燒焊工程導致。